# 陣 (ダンサー)
陣（じん、1994年4月28日 - ）は、日本のダンサーであり、THE RAMPAGE from EXILE TRIBEのメンバー。
大阪府大阪市東淀川区上新庄出身。LDH JAPAN所属。身長178cm。血液型AB型。

## 略歴
中学1年からEXPG大阪校に通う。
2014年、「EXILE PERFORMER BATTLE AUDITION」の合宿審査で落選するも、THE RAMPAGEの候補メンバーに選出される。同年9月12日、同グループの正式メンバーとなる。同年11月18日、TBS系『週刊EXILE』の放送内で、メンバーのLIKIYAと共に同グループのリーダーに就任したことが発表された。

## 人物
- 父親はタイル屋[5]。兄が1人、弟が1人いる[1]。
- 1000個以上の雑学を身につけている[3]。

## 出演

### ラジオ
- WEEKEND THE RAMPAGE（2017年10月 - 、bayfm） - パーソナリティ[6]
- JUMP UP MELODIES TOP 20（2020年4月 - 、TOKYO FM） - パーソナリティ[7]
- 太田胃散 presents Friday Night Party（2021年10月、TOKYO FM）[8]
- オンラジ! 〜THE RAMPAGEのオンビートラジオ〜（2022年11月 - 2025年3月、MBSラジオ）[9]

### テレビ番組
- ライブを100倍楽しむLIVE YEAH!!!（2019年6月 - 2022年6月、スペースシャワーTV） - VJ[10]
- Dreamer 乙（2021年10月 - 2022年9月、テレビ東京） - MC[11]
- MA55IVE BASE（2025年1月 - 、フジテレビ） - MC[12]

### 配信番組
- シブザイル（2020年3月 - 2021年1月、ABEMA） - MC[13]
- 格闘DREAMERS（2021年3月 - 5月、ABEMA） - ナビゲーター兼サポーター[14]
  - 格闘DREAMERS SEASON:2（2022年2月 - 4月） - 格闘サポーター[15]
- レモンサワーで日本を元気に!（2021年4月 - 2022年3月、YouTube・ABEMA） - MC[16]

### 舞台
- BOOK ACT
  - 「もう一度君と踊りたい」（2020年2月[17]、2024年2月[18]）
  - 「芸人交換日記」（2021年1月）[19]
  - 「中務裕太のマルチダンス～多次元裕太をお見せします2022～」（2022年1月）[20]
  - 「中務裕太のマルチダンス～多次元裕太をお見せします2023～」（2023年1月）[21]
  - 「僕らは人生で一回だけ魔法が使える」（2023年1月）[21]
  - 「中務裕太のマルチダンス〜多次元裕太をお見せします2024〜」（2024年2月）[18]
  - 「数原龍友のアドリブックアクト」（2024年2月）[18]
- REAL RPG STAGE「ETERNAL」（2021年9月） - キャメロン 役[22]
  - REAL RPG STAGE「ETERNAL2」-荒野に燃ゆる正義-（2022年7月 - 8月）[23]
- Slip Skid（2023年3月）[24]
- 舞台「芸人交換日記」（2024年2月）[25]

### テレビドラマ
- トーキョー製麺所 第4話（2021年9月、MBS） - 湯高 役[26]

### 映画
- HiGH&LOW THE WORST X（2022年9月） - 風見仁 役[27]

### ミュージックビデオ
- iScream「つつみ込むように…」-TRIBE WITH THE RHYTHM Ver.-（2022年）[28]

### 連載
- タレントパワーランキング「THE RAMPAGE陣のミリオンカラー」（2021年7月 - 2022年12月）[29]

## ライブ

### 参加
- EXILE LIVE TOUR 2025 "WHAT IS EXILE"（2025年5月17日 - 5月18日）

## 書籍
- 陣1stエッセイ『JOKER』（2025年2月20日、幻冬舎）[30]

### その他
- まいにち、陣! じんじん雑学カレンダー（2020年12月18日）[3]